# Kalanchoe ambolensis
Kalanchoe ambolensis är en fetbladsväxtart som beskrevs av Jean-Henri Humbert. Kalanchoe ambolensis ingår i släktet Kalanchoe och familjen fetbladsväxter. Inga underarter finns listade i Catalogue of Life.